# Tour Down Under 2008
Le Tour Down Under 2008 est la dixième édition du Tour Down Under, course cycliste par étapes inscrite au calendrier de l'UCI ProTour 2008, qui s'est déroulée du 22 janvier au 27 janvier autour d'Adélaïde, en Australie. Le Tour Down Under est la première course du ProTour en dehors du continent européen.
Cette édition est remportée par le sprinteur allemand André Greipel, vainqueur de quatre des six étapes.

## Présentation

### Équipes
19 équipes participent à cette édition, les 18 équipes du ProTour et une équipe nationale australienne.
| ProTeams (18)- AG2R-La Mondiale - Astana - Bouygues Telecom - Caisse d'Épargne - Cofidis-Le Crédit par Téléphone - Crédit agricole - CSC - Euskaltel-Euskadi - Gerolsteiner - High Road - La Française des jeux - Lampre - Liquigas - Team Milram - Quick Step - Rabobank - Saunier Duval-Scott - Silence-Lotto Équipe nationale sponsorisée- UniSA-Australia |
| |

## Étapes
| Étape     | Date     | Villes étapes           | type            | Distance (km) | Vainqueur d'étape | Leader du classement général |
| --------- | -------- | ----------------------- | --------------- | ------------- | ----------------- | ---------------------------- |
| 1re étape | 22 janv. | Mawson Lakes – Angaston | étape de plaine | 129           | Mark Renshaw      | Mark Renshaw                 |
| 2e étape  | 23 janv. | Stirling – Hahndorf     | étape de plaine | 148           | André Greipel     | Graeme Brown                 |
| 3e étape  | 24 janv. | Unley – Victor Harbor   | étape de plaine | 139           | Allan Davis       | Mark Renshaw                 |
| 4e étape  | 25 janv. | Mannum – Strathalbyn    | étape de plaine | 134           | André Greipel     | Mark Renshaw                 |
| 5e étape  | 26 janv. | Willunga – Willunga     | étape de plaine | 147           | André Greipel     | André Greipel                |
| 6e étape  | 27 janv. | Adélaïde – Adélaïde     | étape de plaine | 88            | André Greipel     | André Greipel                |

## Résultats
Le Tour Down Under est précédé d'un criterium de 50 km appelé Down Under Classic et disputé le 20 janvier dans les rues de Glenelg. Il a été remporté par le sprinter allemand André Greipel, devant les Australiens Mark Renshaw et Robbie McEwen.

### 1reétape
Onze kilomètres après le départ donné dans la localité de Mawson Lakes, au nord d'Adélaïde, le peloton découvre la première côté référencée (« King of the mountain », KOM) du Tour Down Under 2008. Passé en tête, le Belge Philippe Gilbert (La Française des jeux) portera le lendemain le maillot distinctif du classement de la montagne.
Cette première étape est marquée par l'échappée, démarrée au quarantième kilomètres, de l'Australien Richie Porte (UniSA-Australia) et des Français Dimitri Champion (Bouygues Telecom) et Mickaël Buffaz (Cofidis). Ce dernier, passé en tête des deux premiers sprint intermédiaires, revêtira le maillot de leader du classement par points et prendra la troisième place du classement général à la faveur des secondes de bonifications.
Le peloton revient sur les trois coureurs à trois kilomètres de l'arrivée. La victoire est disputée au sprint, et enlevée par l'Australien du Crédit agricole Mark Renshaw, qui acquiert là son premier succès sur une épreuve du ProTour. Suivent l'Espagnol José Joaquín Rojas (Caisse d'Épargne), les Australiens Graeme Brown (Rabobank) et Allan Davis (UniSA-Australia), et l'Allemand Robert Förster (Gerolsteiner).
| \| Classement de l'étape \| Classement de l'étape \| Classement de l'étape \| Classement de l'étape \| Classement de l'étape \| \| Coureur \| Coureur \| Pays \| Équipe \| Temps \| \| --------------------- \| --------------------- \| --------------------- \| --------------------- \| --------------------- \| \| 1er \| Mark Renshaw \| Australie \| Crédit Agricole \| 3 h 13 min 23 s \| \| 2e \| José Joaquín Rojas \| Espagne \| Caisse d'Épargne \| + 0 s \| \| 3e \| Graeme Brown \| Australie \| Rabobank \| + 0 s \| \| 4e \| Allan Davis \| Australie \| UniSA-Australia \| + 0 s \| \| 5e \| Robert Förster \| Allemagne \| Gerolsteiner \| + 0 s \| \| 6e \| Stuart O'Grady \| Australie \| CSC \| + 0 s \| \| 7e \| Mathew Hayman \| Australie \| Rabobank \| + 0 s \| \| 8e \| André Greipel \| Allemagne \| High Road \| + 0 s \| \| 9e \| Lloyd Mondory \| France \| AG2R-La Mondiale \| + 0 s \| \| 10e \| Murilo Fischer \| Brésil \| Liquigas \| + 0 s \| |                    |           |                  |                 |
| |                    |           |                  |                 |
| |                    |           |                  |                 |
| Classement de l'étape |                    |           |                  |                 |
| Coureur | Coureur            | Pays      | Équipe           | Temps           |
| 1er | Mark Renshaw       | Australie | Crédit Agricole  | 3 h 13 min 23 s |
| 2e | José Joaquín Rojas | Espagne   | Caisse d'Épargne | + 0 s           |
| 3e | Graeme Brown       | Australie | Rabobank         | + 0 s           |
| 4e | Allan Davis        | Australie | UniSA-Australia  | + 0 s           |
| 5e | Robert Förster     | Allemagne | Gerolsteiner     | + 0 s           |
| 6e | Stuart O'Grady     | Australie | CSC              | + 0 s           |
| 7e | Mathew Hayman      | Australie | Rabobank         | + 0 s           |
| 8e | André Greipel      | Allemagne | High Road        | + 0 s           |
| 9e | Lloyd Mondory      | France    | AG2R-La Mondiale | + 0 s           |
| 10e | Murilo Fischer     | Brésil    | Liquigas         | + 0 s           |

| \| Classement général \| Classement général \| Classement général \| Classement général \| Classement général \| \| Coureur \| Coureur \| Pays \| Équipe \| Temps \| \| ------------------ \| ------------------ \| ------------------ \| ------------------------------- \| ------------------ \| \| 1er \| Mark Renshaw \| Australie \| Crédit Agricole \| 3 h 13 min 23 s \| \| 2e \| José Joaquín Rojas \| Espagne \| Caisse d'Épargne \| + 4 s \| \| 3e \| Mickaël Buffaz \| France \| Cofidis-Le Crédit par Téléphone \| + 4 s \| \| 4e \| Graeme Brown \| Australie \| Rabobank \| + 6 s \| \| 5e \| Dimitri Champion \| France \| Bouygues Telecom \| + 6 s \| \| 6e \| Richie Porte \| Australie \| \| + 8 s \| \| 7e \| Allan Davis \| Australie \| UniSA-Australia \| + 10 s \| \| 8e \| Robert Förster \| Allemagne \| Gerolsteiner \| + 10 s \| \| 9e \| Stuart O'Grady \| Australie \| CSC \| + 10 s \| \| 10e \| Mathew Hayman \| Australie \| Rabobank \| + 10 s \| |                    |           |                                 |                 |
| |                    |           |                                 |                 |
| |                    |           |                                 |                 |
| Classement général |                    |           |                                 |                 |
| Coureur | Coureur            | Pays      | Équipe                          | Temps           |
| 1er | Mark Renshaw       | Australie | Crédit Agricole                 | 3 h 13 min 23 s |
| 2e | José Joaquín Rojas | Espagne   | Caisse d'Épargne                | + 4 s           |
| 3e | Mickaël Buffaz     | France    | Cofidis-Le Crédit par Téléphone | + 4 s           |
| 4e | Graeme Brown       | Australie | Rabobank                        | + 6 s           |
| 5e | Dimitri Champion   | France    | Bouygues Telecom                | + 6 s           |
| 6e | Richie Porte       | Australie |                                 | + 8 s           |
| 7e | Allan Davis        | Australie | UniSA-Australia                 | + 10 s          |
| 8e | Robert Förster     | Allemagne | Gerolsteiner                    | + 10 s          |
| 9e | Stuart O'Grady     | Australie | CSC                             | + 10 s          |
| 10e | Mathew Hayman      | Australie | Rabobank                        | + 10 s          |

### 2eétape
Comme la veille, trois coureurs échappés ont animé l'étape. Le Français Yoann Offredo de La Française des jeux  est le premier à s'extraire du peloton après cinq kilomètres de course, rejoint plus tard par ses compatriotes Stéphane Poulhiès (AG2R La Mondiale) et Nicolas Crosbie (Bouygues Telecom). Ces trois coureurs sont rattrapés à l'approche de l'avant-dernier tour du circuit final. Malgré d'autres offensives, d'abord de Javier Aramendia (Euskaltel-Euskadi), Jérémy Roy (La Française des jeux) et Kasper Klostergaard (Team CSC), puis de Pierre Rolland (Crédit agricole), le peloton aborde le final groupé. Le sprint est remporté par l'Allemand André Greipel de l'équipe Team High Road, dans la localité d'Hahndorf, fondée par des Allemands en 1839. Il devance les Australiens Graeme Brown et Allan Davis, et l'Espagnol José Joaquin Rojas, déjà bien placés la veille.
Au classement général, Brown s'empare grâce aux bonifications du maillot orange de son compatriote Renshaw. Les deux coureurs ont toutefois le même temps, ainsi que Greipel, troisième. Les classements annexes conservent les mêmes leader, à l'exception du classement par équipes.
| \| Classement de l'étape \| Classement de l'étape \| Classement de l'étape \| Classement de l'étape \| Classement de l'étape \| \| Coureur \| Coureur \| Pays \| Équipe \| Temps \| \| --------------------- \| --------------------- \| --------------------- \| --------------------- \| --------------------- \| \| 1er \| André Greipel \| Allemagne \| High Road \| 3 h 46 min 55 s \| \| 2e \| Graeme Brown \| Australie \| Rabobank \| + 0 s \| \| 3e \| Allan Davis \| Australie \| UniSA-Australia \| + 0 s \| \| 4e \| José Joaquín Rojas \| Espagne \| Caisse d'Épargne \| + 0 s \| \| 5e \| Aaron Kemps \| Australie \| Astana \| + 0 s \| \| 6e \| José Alberto Benítez \| Espagne \| Saunier Duval-Scott \| + 0 s \| \| 7e \| Mark Renshaw \| Australie \| Crédit Agricole \| + 0 s \| \| 8e \| Aurélien Clerc \| Suisse \| Bouygues Telecom \| + 0 s \| \| 9e \| Denis Flahaut \| France \| Saunier Duval-Scott \| + 0 s \| \| 10e \| Mirco Lorenzetto \| Italie \| Lampre \| + 0 s \| |                      |           |                     |                 |
| |                      |           |                     |                 |
| |                      |           |                     |                 |
| Classement de l'étape |                      |           |                     |                 |
| Coureur | Coureur              | Pays      | Équipe              | Temps           |
| 1er | André Greipel        | Allemagne | High Road           | 3 h 46 min 55 s |
| 2e | Graeme Brown         | Australie | Rabobank            | + 0 s           |
| 3e | Allan Davis          | Australie | UniSA-Australia     | + 0 s           |
| 4e | José Joaquín Rojas   | Espagne   | Caisse d'Épargne    | + 0 s           |
| 5e | Aaron Kemps          | Australie | Astana              | + 0 s           |
| 6e | José Alberto Benítez | Espagne   | Saunier Duval-Scott | + 0 s           |
| 7e | Mark Renshaw         | Australie | Crédit Agricole     | + 0 s           |
| 8e | Aurélien Clerc       | Suisse    | Bouygues Telecom    | + 0 s           |
| 9e | Denis Flahaut        | France    | Saunier Duval-Scott | + 0 s           |
| 10e | Mirco Lorenzetto     | Italie    | Lampre              | + 0 s           |

| \| Classement général \| Classement général \| Classement général \| Classement général \| Classement général \| \| Coureur \| Coureur \| Pays \| Équipe \| Temps \| \| ------------------ \| ------------------ \| ------------------ \| ------------------ \| ------------------ \| \| 1er \| Graeme Brown \| Australie \| Rabobank \| 7 h 00 min 18 s \| \| 2e \| Mark Renshaw \| Australie \| Crédit Agricole \| + 0 s \| \| 3e \| André Greipel \| Allemagne \| High Road \| + 0 s \| |               |           |                 |                 |
| |               |           |                 |                 |
| |               |           |                 |                 |
| Classement général |               |           |                 |                 |
| Coureur | Coureur       | Pays      | Équipe          | Temps           |
| 1er | Graeme Brown  | Australie | Rabobank        | 7 h 00 min 18 s |
| 2e | Mark Renshaw  | Australie | Crédit Agricole | + 0 s           |
| 3e | André Greipel | Allemagne | High Road       | + 0 s           |

### 3eétape
Le début d'étape, empruntant la Southern Expressway, est animé. Un premier trio composé de Jérôme Pineau (Bouygues Telecom), Simon Clarke (UniSA-Australia) et František Raboň (Team High Road) s'extrait du peloton dès le premier kilomètre. Repris trois kilomètres plus loin, un groupe composé de Ritchie Porte (UniSA-Australia), Allan Johansen (Team CSC), Bernhard Eisel (Team High Road), Kjell Carlström (Liquigas) et Yann Huguet (Cofidis) lui succède, mais s'avère aussi éphémère. C'est ensuite au tour de Philippe Gilbert (La Française des jeux) et Nicolas Portal (Caisse d'Épargne) de tenter leur chance, avant d'être rattrapés au kilomètre 14. L'attaque décisive est portée par Wesley Sulzberger (UniSA-Australia) suivi par Mickaël Delage (Française des Jeux) et Kjell Carlstrom. Ce trio compte jusqu'à plus de six minutes d'avance. Tandis que Delage franchit en tête la seule difficulté du jour, le Mount Compass, le peloton, lancé à vive allure, se scinde en deux.
Le regroupement des hommes de tête et du premier peloton, à trois kilomètres de l'arrivée, est l'occasion de nouvelles offensives. Luis León Sánchez (Caisse d'Épargne) est le premier à contre-attaquer, suivi de Pineau, Alessandro Proni (Quick Step) et Stuart O'Grady (Team CSC). Le peloton revient, et Philippe Gilbert tente à nouveau sa chance, à moins de deux kilomètres de l'arrivée. Le Belge conservant son avance, le sprint est lancé par Allan Davis (UniSA-Australia) qui revient sur lui, et franchit la ligne d'arrivée en tête. Mark Renshaw, deuxième, reprend la tête du classement général, ainsi que du classement par points. Un autre Australien, Mathew Hayman (Rabobank), est troisième de l'étape devant Davide Viganò (Quick Step) et André Greipel.
| \| Classement de l'étape \| Classement de l'étape \| Classement de l'étape \| Classement de l'étape \| Classement de l'étape \| \| Coureur \| Coureur \| Pays \| Équipe \| Temps \| \| --------------------- \| --------------------- \| --------------------- \| --------------------- \| --------------------- \| \| 1er \| Allan Davis \| Australie \| UniSA-Australia \| 3 h 13 min 48 s \| \| 2e \| Mark Renshaw \| Australie \| Crédit Agricole \| + 0 s \| \| 3e \| Mathew Hayman \| Australie \| Rabobank \| + 0 s \| \| 4e \| Davide Viganò \| Italie \| Quick Step \| + 0 s \| \| 5e \| André Greipel \| Allemagne \| High Road \| + 0 s \| \| 6e \| Stuart O'Grady \| Australie \| CSC \| + 0 s \| \| 7e \| Pieter Jacobs \| Belgique \| Silence-Lotto \| + 0 s \| \| 8e \| Aurélien Clerc \| Suisse \| Bouygues Telecom \| + 0 s \| \| 9e \| Martin Elmiger \| Suisse \| AG2R-La Mondiale \| + 0 s \| \| 10e \| Philippe Gilbert \| Belgique \| La Française des jeux \| + 0 s \| |                  |           |                       |                 |
| |                  |           |                       |                 |
| |                  |           |                       |                 |
| Classement de l'étape |                  |           |                       |                 |
| Coureur | Coureur          | Pays      | Équipe                | Temps           |
| 1er | Allan Davis      | Australie | UniSA-Australia       | 3 h 13 min 48 s |
| 2e | Mark Renshaw     | Australie | Crédit Agricole       | + 0 s           |
| 3e | Mathew Hayman    | Australie | Rabobank              | + 0 s           |
| 4e | Davide Viganò    | Italie    | Quick Step            | + 0 s           |
| 5e | André Greipel    | Allemagne | High Road             | + 0 s           |
| 6e | Stuart O'Grady   | Australie | CSC                   | + 0 s           |
| 7e | Pieter Jacobs    | Belgique  | Silence-Lotto         | + 0 s           |
| 8e | Aurélien Clerc   | Suisse    | Bouygues Telecom      | + 0 s           |
| 9e | Martin Elmiger   | Suisse    | AG2R-La Mondiale      | + 0 s           |
| 10e | Philippe Gilbert | Belgique  | La Française des jeux | + 0 s           |

| \| Classement général \| Classement général \| Classement général \| Classement général \| Classement général \| \| Coureur \| Coureur \| Pays \| Équipe \| Temps \| \| ------------------ \| ------------------ \| ------------------ \| ------------------ \| ------------------ \| \| 1er \| Mark Renshaw \| Australie \| Crédit Agricole \| 10 h 14 min 00 s \| \| 2e \| Allan Davis \| Australie \| UniSA-Australia \| + 2 s \| \| 3e \| André Greipel \| Allemagne \| High Road \| + 6 s \| |               |           |                 |                  |
| |               |           |                 |                  |
| |               |           |                 |                  |
| Classement général |               |           |                 |                  |
| Coureur | Coureur       | Pays      | Équipe          | Temps            |
| 1er | Mark Renshaw  | Australie | Crédit Agricole | 10 h 14 min 00 s |
| 2e | Allan Davis   | Australie | UniSA-Australia | + 2 s            |
| 3e | André Greipel | Allemagne | High Road       | + 6 s            |

### 4eétape
Le parcours relativement accidenté du début de la quatrième étape s'avère propice aux attaques, amenant le peloton du niveau de la mer à une altitude de plus de 400 mètres à travers les collines d'Adélaïde. Trois coureurs, Nicki Sørensen (Team CSC), Mathieu Perget (Caisse d'Épargne) et Simon Clarke (UniSA-Australia), rejoints ensuite par Arkaitz Durán Aroca (Saunier Duval-Prodir), parviennent à creuser un écart raisonnable. Tandis que ce groupe, Arkaitz Duran en tête, franchit la difficulté du jour, une soixantaine de coureurs se détachent du peloton et reviennent rapidement en tête de la course. Après dix kilomètres de poursuite, le peloton se rassemble.
Javier Aramendia (Euskaltel-Euskadi), déjà échappé l'avant-veille, parvient à s'extraire durablement du peloton. Le peloton lancé par les équipes Crédit agricole et Rabobank ne le rattrape qu'à moins de dix kilomètres de l'arrivée.
André Greipel remporte au sprint sa deuxième étape sur ce Tour Down Under, devant le leader Mark Renshaw qui conforte son maillot ocre avec quatre secondes d'avance sur l'Allemand. José Joaquín Rojas, toujours placé, complète le podium du jour et conserve le maillot de meilleur jeune.
| \| Classement de l'étape \| Classement de l'étape \| Classement de l'étape \| Classement de l'étape \| Classement de l'étape \| \| Coureur \| Coureur \| Pays \| Équipe \| Temps \| \| --------------------- \| --------------------- \| --------------------- \| --------------------- \| --------------------- \| \| 1er \| André Greipel \| Allemagne \| High Road \| 3 h 14 min 46 s \| \| 2e \| Mark Renshaw \| Australie \| Crédit Agricole \| + 0 s \| \| 3e \| José Joaquín Rojas \| Espagne \| Caisse d'Épargne \| + 0 s \| \| 4e \| Matthew Goss \| Australie \| CSC \| + 0 s \| \| 5e \| Denis Flahaut \| France \| Saunier Duval-Scott \| + 0 s \| \| 6e \| Allan Davis \| Australie \| UniSA-Australia \| + 0 s \| \| 7e \| Graeme Brown \| Australie \| Rabobank \| + 0 s \| \| 8e \| Stuart O'Grady \| Australie \| CSC \| + 0 s \| \| 9e \| Davide Viganò \| Italie \| Quick Step \| + 0 s \| \| 10e \| Robert Förster \| Allemagne \| Gerolsteiner \| + 0 s \| |                    |           |                     |                 |
| |                    |           |                     |                 |
| |                    |           |                     |                 |
| Classement de l'étape |                    |           |                     |                 |
| Coureur | Coureur            | Pays      | Équipe              | Temps           |
| 1er | André Greipel      | Allemagne | High Road           | 3 h 14 min 46 s |
| 2e | Mark Renshaw       | Australie | Crédit Agricole     | + 0 s           |
| 3e | José Joaquín Rojas | Espagne   | Caisse d'Épargne    | + 0 s           |
| 4e | Matthew Goss       | Australie | CSC                 | + 0 s           |
| 5e | Denis Flahaut      | France    | Saunier Duval-Scott | + 0 s           |
| 6e | Allan Davis        | Australie | UniSA-Australia     | + 0 s           |
| 7e | Graeme Brown       | Australie | Rabobank            | + 0 s           |
| 8e | Stuart O'Grady     | Australie | CSC                 | + 0 s           |
| 9e | Davide Viganò      | Italie    | Quick Step          | + 0 s           |
| 10e | Robert Förster     | Allemagne | Gerolsteiner        | + 0 s           |

| \| Classement général \| Classement général \| Classement général \| Classement général \| Classement général \| \| Coureur \| Coureur \| Pays \| Équipe \| Temps \| \| ------------------ \| ------------------ \| ------------------ \| ------------------ \| ------------------ \| \| 1er \| Mark Renshaw \| Australie \| Crédit Agricole \| 13 h 28 min 38 s \| \| 2e \| André Greipel \| Allemagne \| High Road \| + 4 s \| \| 3e \| Allan Davis \| Australie \| UniSA-Australia \| + 7 s \| |               |           |                 |                  |
| |               |           |                 |                  |
| |               |           |                 |                  |
| Classement général |               |           |                 |                  |
| Coureur | Coureur       | Pays      | Équipe          | Temps            |
| 1er | Mark Renshaw  | Australie | Crédit Agricole | 13 h 28 min 38 s |
| 2e | André Greipel | Allemagne | High Road       | + 4 s            |
| 3e | Allan Davis   | Australie | UniSA-Australia | + 7 s            |

### 5eétape
L'étape disputée autour de la localité de Willunga, dont le parcours est identique depuis 2002, est l'étape-reine du Tour Down Under, avec l'ascension de la colline de Willunga.
Plusieurs attaques se succèdent dans le premier des trois tours du circuit situé à l'ouest de Willunga. Jérôme Pineau (Bouygues Telecom), Thomas Fothen et Volker Ordowski (Gerolsteiner) prennent une légère avance et sont rejoints par une vingtaine de coureurs. Ce groupe important est rapidement repris par le peloton. Un quatuor formé de Lloyd Mondory (AG2R La Mondiale), Benoît Joachim (Astana), Sébastien Portal (Cofidis) et Andoni Lafuente (Euskaltel-Euskadi) subit le même sort.
L'offensive menée par Gregory Henderson (Team High Road), Carlo Westphal (Gerolsteiner) et Aitor Galdós (Euskaltel-Euskadi), suivis de Renaud Dion (Ag2r-La Mondiale) et Julien Mazet (Astana), s'avèrent plus fructueuse. Ce groupe compte jusqu'à près de 5 minutes d'avance. Cet écart se réduit à l'approche du dernier circuit, située à l'est de Willunga. Sous l'impulsion de l'équipe Team High Road, le groupe est rattrapé peu avant la colline de Willunga. L'équipe du double vainqueur d'étape André Greipel poursuit son effort dans l'ascension, provoquant une scission du peloton. Tandis que David Moncoutié (Cofidis), Luis León Sánchez (Caisse d'Épargne) et Philippe Gilbert (La Française des jeux) franchissent la côte en tête, suivi du premier groupe formé d'une quarantaine de coureurs, le leader du classement général Mark Renshaw se trouve retardé, de même que le sprinter Graeme Brown.
Adam Hansen, coéquipier de Greipel et récent champion d'Australie du contre-la-montre, entre alors en scène. Maintenant un rythme soutenu, il empêche le retour de coureurs lâchés. En l'absence du porteur du maillot ocre, André Greipel s'impose à nouveau au sprint, devant Allan Davis et Jose Alberto Benitez Roman, Philippe Gilbert et Michael Albasini. Grâce au travail de ses coéquipiers, l'Allemand s'empare également de la tête du classement général, Renshaw étant relégué à plus d'une minute.
| \| Classement de l'étape \| Classement de l'étape \| Classement de l'étape \| Classement de l'étape \| Classement de l'étape \| \| Coureur \| Coureur \| Pays \| Équipe \| Temps \| \| --------------------- \| --------------------- \| --------------------- \| --------------------- \| --------------------- \| \| 1er \| André Greipel \| Allemagne \| High Road \| 3 h 26 min 46 s \| \| 2e \| Allan Davis \| Australie \| UniSA-Australia \| + 0 s \| \| 3e \| José Alberto Benítez \| Espagne \| Saunier Duval-Scott \| + 0 s \| \| 4e \| Philippe Gilbert \| Belgique \| La Française des jeux \| + 0 s \| \| 5e \| Michael Albasini \| Suisse \| Liquigas \| + 0 s \| \| 6e \| Stuart O'Grady \| Australie \| CSC \| + 0 s \| \| 7e \| Mickaël Delage \| France \| La Française des jeux \| + 0 s \| \| 8e \| William Walker \| Australie \| Rabobank \| + 0 s \| \| 9e \| Jérôme Pineau \| France \| Bouygues Telecom \| + 0 s \| \| 10e \| José Joaquín Rojas \| Espagne \| Caisse d'Épargne \| + 0 s \| |                      |           |                       |                 |
| |                      |           |                       |                 |
| |                      |           |                       |                 |
| Classement de l'étape |                      |           |                       |                 |
| Coureur | Coureur              | Pays      | Équipe                | Temps           |
| 1er | André Greipel        | Allemagne | High Road             | 3 h 26 min 46 s |
| 2e | Allan Davis          | Australie | UniSA-Australia       | + 0 s           |
| 3e | José Alberto Benítez | Espagne   | Saunier Duval-Scott   | + 0 s           |
| 4e | Philippe Gilbert     | Belgique  | La Française des jeux | + 0 s           |
| 5e | Michael Albasini     | Suisse    | Liquigas              | + 0 s           |
| 6e | Stuart O'Grady       | Australie | CSC                   | + 0 s           |
| 7e | Mickaël Delage       | France    | La Française des jeux | + 0 s           |
| 8e | William Walker       | Australie | Rabobank              | + 0 s           |
| 9e | Jérôme Pineau        | France    | Bouygues Telecom      | + 0 s           |
| 10e | José Joaquín Rojas   | Espagne   | Caisse d'Épargne      | + 0 s           |

| \| Classement général \| Classement général \| Classement général \| Classement général \| Classement général \| \| Coureur \| Coureur \| Pays \| Équipe \| Temps \| \| ------------------ \| ------------------ \| ------------------ \| ------------------ \| ------------------ \| \| 1er \| André Greipel \| Allemagne \| High Road \| 16 h 55 min 18 s \| \| 2e \| Allan Davis \| Australie \| UniSA-Australia \| + 7 s \| \| 3e \| José Joaquín Rojas \| Espagne \| Caisse d'Épargne \| + 20 s \| |                    |           |                  |                  |
| |                    |           |                  |                  |
| |                    |           |                  |                  |
| Classement général |                    |           |                  |                  |
| Coureur | Coureur            | Pays      | Équipe           | Temps            |
| 1er | André Greipel      | Allemagne | High Road        | 16 h 55 min 18 s |
| 2e | Allan Davis        | Australie | UniSA-Australia  | + 7 s            |
| 3e | José Joaquín Rojas | Espagne   | Caisse d'Épargne | + 20 s           |

### 6eétape
Le Tour Down s'achève traditionnellement par une étape disputée sur un circuit tracé dans les rues d'Adélaïde, dont les coureurs font 16 tours.
Avec sept secondes de retard au classement général, Allan Davis peut espérer prendre emporter l'épreuve au bénéfice des bonifications. Vainqueur du premier sprint intermédiaire, il est devancé par André Greipel au second.
Un groupe, composé de Koen de Kort (Astana), Wim Vansevenant (Silence - Lotto), Francesco Gavazzi (Lampre), Nicolas Portal et Luis León Sánchez (Caisse d'Épargne) parvient à s'échapper durant trois tours. Il n'empêche cependant pas cette étape de déboucher une nouvelle fois sur un sprint massif. Comme les deux jours précédents, Greipel domine ses adversaires, et s'adjuge la première épreuve du ProTour 2008, avec quatre victoires en six étapes.
| \| Classement de l'étape \| Classement de l'étape \| Classement de l'étape \| Classement de l'étape \| Classement de l'étape \| \| Coureur \| Coureur \| Pays \| Équipe \| Temps \| \| --------------------- \| --------------------- \| --------------------- \| --------------------- \| --------------------- \| \| 1er \| André Greipel \| Allemagne \| High Road \| 1 h 51 min 13 s \| \| 2e \| Robert Förster \| Allemagne \| Gerolsteiner \| + 0 s \| \| 3e \| Graeme Brown \| Australie \| Rabobank \| + 0 s \| \| 4e \| José Joaquín Rojas \| Espagne \| Caisse d'Épargne \| + 0 s \| \| 5e \| Robbie McEwen \| Australie \| Silence-Lotto \| + 0 s \| \| 6e \| Aurélien Clerc \| Suisse \| Bouygues Telecom \| + 0 s \| \| 7e \| Mirco Lorenzetto \| Italie \| Lampre \| + 0 s \| \| 8e \| Allan Davis \| Australie \| UniSA-Australia \| + 0 s \| \| 9e \| Murilo Fischer \| Brésil \| Liquigas \| + 0 s \| \| 10e \| Davide Viganò \| Italie \| Quick Step \| + 0 s \| |                    |           |                  |                 |
| |                    |           |                  |                 |
| |                    |           |                  |                 |
| Classement de l'étape |                    |           |                  |                 |
| Coureur | Coureur            | Pays      | Équipe           | Temps           |
| 1er | André Greipel      | Allemagne | High Road        | 1 h 51 min 13 s |
| 2e | Robert Förster     | Allemagne | Gerolsteiner     | + 0 s           |
| 3e | Graeme Brown       | Australie | Rabobank         | + 0 s           |
| 4e | José Joaquín Rojas | Espagne   | Caisse d'Épargne | + 0 s           |
| 5e | Robbie McEwen      | Australie | Silence-Lotto    | + 0 s           |
| 6e | Aurélien Clerc     | Suisse    | Bouygues Telecom | + 0 s           |
| 7e | Mirco Lorenzetto   | Italie    | Lampre           | + 0 s           |
| 8e | Allan Davis        | Australie | UniSA-Australia  | + 0 s           |
| 9e | Murilo Fischer     | Brésil    | Liquigas         | + 0 s           |
| 10e | Davide Viganò      | Italie    | Quick Step       | + 0 s           |

| \| Classement général \| Classement général \| Classement général \| Classement général \| Classement général \| \| Coureur \| Coureur \| Pays \| Équipe \| Temps \| \| ------------------ \| -------------------- \| ------------------ \| ------------------------------- \| ------------------ \| \| 1er \| André Greipel \| Allemagne \| High Road \| 18 h 46 min 18 s \| \| 2e \| Allan Davis \| Australie \| UniSA-Australia \| + 15 s \| \| 3e \| José Joaquín Rojas \| Espagne \| Caisse d'Épargne \| + 33 s \| \| 4e \| Mickaël Delage \| France \| La Française des jeux \| + 37 s \| \| 5e \| Mickaël Buffaz \| France \| Cofidis-Le Crédit par Téléphone \| + 37 s \| \| 6e \| José Alberto Benítez \| Espagne \| Saunier Duval-Scott \| + 39 s \| \| 7e \| Kjell Carlström \| Finlande \| Liquigas \| + 39 s \| \| 8e \| Luis León Sánchez \| Espagne \| Caisse d'Épargne \| + 41 s \| \| 9e \| Richie Porte \| Australie \| UniSA-Australia \| + 41 s \| \| 10e \| Stuart O'Grady \| Australie \| CSC \| + 42 s \| |                      |           |                                 |                  |
| |                      |           |                                 |                  |
| |                      |           |                                 |                  |
| Classement général |                      |           |                                 |                  |
| Coureur | Coureur              | Pays      | Équipe                          | Temps            |
| 1er | André Greipel        | Allemagne | High Road                       | 18 h 46 min 18 s |
| 2e | Allan Davis          | Australie | UniSA-Australia                 | + 15 s           |
| 3e | José Joaquín Rojas   | Espagne   | Caisse d'Épargne                | + 33 s           |
| 4e | Mickaël Delage       | France    | La Française des jeux           | + 37 s           |
| 5e | Mickaël Buffaz       | France    | Cofidis-Le Crédit par Téléphone | + 37 s           |
| 6e | José Alberto Benítez | Espagne   | Saunier Duval-Scott             | + 39 s           |
| 7e | Kjell Carlström      | Finlande  | Liquigas                        | + 39 s           |
| 8e | Luis León Sánchez    | Espagne   | Caisse d'Épargne                | + 41 s           |
| 9e | Richie Porte         | Australie | UniSA-Australia                 | + 41 s           |
| 10e | Stuart O'Grady       | Australie | CSC                             | + 42 s           |

## Classements

### Classement général
| \| Classement général \| Classement général \| Classement général \| Classement général \| Classement général \| \| Coureur \| Coureur \| Pays \| Équipe \| Temps \| \| ------------------ \| -------------------- \| ------------------ \| ------------------------------- \| ------------------ \| \| 1er \| André Greipel \| Allemagne \| High Road \| 18 h 46 min 18 s \| \| 2e \| Allan Davis \| Australie \| UniSA-Australia \| + 15 s \| \| 3e \| José Joaquín Rojas \| Espagne \| Caisse d'Épargne \| + 33 s \| \| 4e \| Mickaël Delage \| France \| La Française des jeux \| + 37 s \| \| 5e \| Mickaël Buffaz \| France \| Cofidis-Le Crédit par Téléphone \| + 37 s \| \| 6e \| José Alberto Benítez \| Espagne \| Saunier Duval-Scott \| + 39 s \| \| 7e \| Kjell Carlström \| Finlande \| Liquigas \| + 39 s \| \| 8e \| Luis León Sánchez \| Espagne \| Caisse d'Épargne \| + 41 s \| \| 9e \| Richie Porte \| Australie \| UniSA-Australia \| + 41 s \| \| 10e \| Stuart O'Grady \| Australie \| CSC \| + 42 s \| |                      |           |                                 |                  |
| |                      |           |                                 |                  |
| Source : ProCyclingStats |                      |           |                                 |                  |
| Classement général |                      |           |                                 |                  |
| Coureur | Coureur              | Pays      | Équipe                          | Temps            |
| 1er | André Greipel        | Allemagne | High Road                       | 18 h 46 min 18 s |
| 2e | Allan Davis          | Australie | UniSA-Australia                 | + 15 s           |
| 3e | José Joaquín Rojas   | Espagne   | Caisse d'Épargne                | + 33 s           |
| 4e | Mickaël Delage       | France    | La Française des jeux           | + 37 s           |
| 5e | Mickaël Buffaz       | France    | Cofidis-Le Crédit par Téléphone | + 37 s           |
| 6e | José Alberto Benítez | Espagne   | Saunier Duval-Scott             | + 39 s           |
| 7e | Kjell Carlström      | Finlande  | Liquigas                        | + 39 s           |
| 8e | Luis León Sánchez    | Espagne   | Caisse d'Épargne                | + 41 s           |
| 9e | Richie Porte         | Australie | UniSA-Australia                 | + 41 s           |
| 10e | Stuart O'Grady       | Australie | CSC                             | + 42 s           |

### Classements annexes
| Classement par points | Classement par points | Classement par points | Classement par points           | Classement par points |
| Coureur               | Coureur               | Pays                  | Équipe                          | Points                |
| --------------------- | --------------------- | --------------------- | ------------------------------- | --------------------- |
| 1er                   | André Greipel         | Allemagne             | High Road                       | 38 pts                |
| 2e                    | Allan Davis           | Australie             | UniSA-Australia                 | 34 pts                |
| 3e                    | Mark Renshaw          | Australie             | Crédit Agricole                 | 24 pts                |
| 4e                    | Graeme Brown          | Australie             | Rabobank                        | 14 pts                |
| 5e                    | Mickaël Delage        | France                | La Française des jeux           | 12 pts                |
| 6e                    | Mickaël Buffaz        | France                | Cofidis-Le Crédit par Téléphone | 12 pts                |
| 7e                    | Carlo Westphal        | Allemagne             | Gerolsteiner                    | 12 pts                |
| 8e                    | Robert Förster        | Allemagne             | Gerolsteiner                    | 12 pts                |
| 9e                    | Yoann Offredo         | France                | La Française des jeux           | 10 pts                |
| 10e                   | José Joaquín Rojas    | Espagne               | Caisse d'Épargne                | 10 pts                |

| Classement par points | Classement par points | Classement par points | Classement par points           | Classement par points |
| Coureur               | Coureur               | Pays                  | Équipe                          | Points                |
| --------------------- | --------------------- | --------------------- | ------------------------------- | --------------------- |
| 1er                   | André Greipel         | Allemagne             | High Road                       | 38 pts                |
| 2e                    | Allan Davis           | Australie             | UniSA-Australia                 | 34 pts                |
| 3e                    | Mark Renshaw          | Australie             | Crédit Agricole                 | 24 pts                |
| 4e                    | Graeme Brown          | Australie             | Rabobank                        | 14 pts                |
| 5e                    | Mickaël Delage        | France                | La Française des jeux           | 12 pts                |
| 6e                    | Mickaël Buffaz        | France                | Cofidis-Le Crédit par Téléphone | 12 pts                |
| 7e                    | Carlo Westphal        | Allemagne             | Gerolsteiner                    | 12 pts                |
| 8e                    | Robert Förster        | Allemagne             | Gerolsteiner                    | 12 pts                |
| 9e                    | Yoann Offredo         | France                | La Française des jeux           | 10 pts                |
| 10e                   | José Joaquín Rojas    | Espagne               | Caisse d'Épargne                | 10 pts                |

| Classement de la montagne | Classement de la montagne | Classement de la montagne | Classement de la montagne       | Classement de la montagne |
| Coureur                   | Coureur                   | Pays                      | Équipe                          | Points                    |
| ------------------------- | ------------------------- | ------------------------- | ------------------------------- | ------------------------- |
| 1er                       | Philippe Gilbert          | Belgique                  | La Française des jeux           | 38 pts                    |
| 2e                        | David Moncoutié           | France                    | Cofidis-Le Crédit par Téléphone | 22 pts                    |
| 3e                        | Mathieu Perget            | France                    | Caisse d'Épargne                | 18 pts                    |
| 4e                        | Mickaël Delage            | France                    | La Française des jeux           | 16 pts                    |
| 5e                        | Arkaitz Durán             | Espagne                   | Saunier Duval-Scott             | 16 pts                    |
| 6e                        | Stéphane Poulhiès         | France                    | AG2R-La Mondiale                | 16 pts                    |
| 7e                        | Kjell Carlström           | Finlande                  | Liquigas                        | 12 pts                    |
| 8e                        | Luis León Sánchez         | Espagne                   | Caisse d'Épargne                | 12 pts                    |
| 9e                        | Jon Bru                   | Espagne                   | Euskaltel-Euskadi               | 12 pts                    |
| 10e                       | Yoann Offredo             | France                    | La Française des jeux           | 12 pts                    |

| Classement de la montagne | Classement de la montagne | Classement de la montagne | Classement de la montagne       | Classement de la montagne |
| Coureur                   | Coureur                   | Pays                      | Équipe                          | Points                    |
| ------------------------- | ------------------------- | ------------------------- | ------------------------------- | ------------------------- |
| 1er                       | Philippe Gilbert          | Belgique                  | La Française des jeux           | 38 pts                    |
| 2e                        | David Moncoutié           | France                    | Cofidis-Le Crédit par Téléphone | 22 pts                    |
| 3e                        | Mathieu Perget            | France                    | Caisse d'Épargne                | 18 pts                    |
| 4e                        | Mickaël Delage            | France                    | La Française des jeux           | 16 pts                    |
| 5e                        | Arkaitz Durán             | Espagne                   | Saunier Duval-Scott             | 16 pts                    |
| 6e                        | Stéphane Poulhiès         | France                    | AG2R-La Mondiale                | 16 pts                    |
| 7e                        | Kjell Carlström           | Finlande                  | Liquigas                        | 12 pts                    |
| 8e                        | Luis León Sánchez         | Espagne                   | Caisse d'Épargne                | 12 pts                    |
| 9e                        | Jon Bru                   | Espagne                   | Euskaltel-Euskadi               | 12 pts                    |
| 10e                       | Yoann Offredo             | France                    | La Française des jeux           | 12 pts                    |

| Classement du meilleur jeune | Classement du meilleur jeune | Classement du meilleur jeune | Classement du meilleur jeune | Classement du meilleur jeune |
| Coureur                      | Coureur                      | Pays                         | Équipe                       | Temps                        |
| ---------------------------- | ---------------------------- | ---------------------------- | ---------------------------- | ---------------------------- |
| 1er                          | José Joaquín Rojas           | Espagne                      | Caisse d'Épargne             | 18 h 46 min 51 s             |
| 2e                           | Mickaël Delage               | France                       | La Française des jeux        | + 4 s                        |
| 3e                           | Richie Porte                 | Australie                    | UniSA-Australia              | + 8 s                        |
| 4e                           | Pieter Jacobs                | Belgique                     | Silence-Lotto                | + 10 s                       |
| 5e                           | William Walker               | Australie                    | Rabobank                     | + 10 s                       |
| 6e                           | Arkaitz Durán                | Espagne                      | Saunier Duval-Scott          | + 10 s                       |
| 7e                           | Ivan Santaromita             | Italie                       | Liquigas                     | + 10 s                       |
| 8e                           | Mathieu Perget               | France                       | Caisse d'Épargne             | + 10 s                       |
| 9e                           | Davide Viganò                | Italie                       | Quick Step                   | + 1 min 06 s                 |
| 10e                          | Kevin Seeldraeyers           | Belgique                     | Quick Step                   | + 1 min 53 s                 |

| Classement du meilleur jeune | Classement du meilleur jeune | Classement du meilleur jeune | Classement du meilleur jeune | Classement du meilleur jeune |
| Coureur                      | Coureur                      | Pays                         | Équipe                       | Temps                        |
| ---------------------------- | ---------------------------- | ---------------------------- | ---------------------------- | ---------------------------- |
| 1er                          | José Joaquín Rojas           | Espagne                      | Caisse d'Épargne             | 18 h 46 min 51 s             |
| 2e                           | Mickaël Delage               | France                       | La Française des jeux        | + 4 s                        |
| 3e                           | Richie Porte                 | Australie                    | UniSA-Australia              | + 8 s                        |
| 4e                           | Pieter Jacobs                | Belgique                     | Silence-Lotto                | + 10 s                       |
| 5e                           | William Walker               | Australie                    | Rabobank                     | + 10 s                       |
| 6e                           | Arkaitz Durán                | Espagne                      | Saunier Duval-Scott          | + 10 s                       |
| 7e                           | Ivan Santaromita             | Italie                       | Liquigas                     | + 10 s                       |
| 8e                           | Mathieu Perget               | France                       | Caisse d'Épargne             | + 10 s                       |
| 9e                           | Davide Viganò                | Italie                       | Quick Step                   | + 1 min 06 s                 |
| 10e                          | Kevin Seeldraeyers           | Belgique                     | Quick Step                   | + 1 min 53 s                 |

| Classement par équipes | Classement par équipes          | Classement par équipes | Classement par équipes |
| Équipe                 | Équipe                          | Pays                   | Temps                  |
| ---------------------- | ------------------------------- | ---------------------- | ---------------------- |
| 1re                    | La Française des jeux           | France                 | 56 h 21 min 03 s       |
| 2e                     | Saunier Duval-Scott             | Espagne                | + 0 s                  |
| 3e                     | Caisse d'Épargne                | Espagne                | + 0 s                  |
| 4e                     | Liquigas                        | Italie                 | + 0 s                  |
| 5e                     | Euskaltel-Euskadi               | Espagne                | + 0 s                  |
| 6e                     | Silence-Lotto                   | Belgique               | + 0 s                  |
| 7e                     | Cofidis-Le Crédit par Téléphone | France                 | + 0 s                  |
| 8e                     | UniSA-Australia                 | Australie              | + 0 s                  |
| 9e                     | AG2R-La Mondiale                | France                 | + 56 s                 |
| 10e                    | Astana                          | Luxembourg             | + 56 s                 |

| Classement par équipes | Classement par équipes          | Classement par équipes | Classement par équipes |
| Équipe                 | Équipe                          | Pays                   | Temps                  |
| ---------------------- | ------------------------------- | ---------------------- | ---------------------- |
| 1re                    | La Française des jeux           | France                 | 56 h 21 min 03 s       |
| 2e                     | Saunier Duval-Scott             | Espagne                | + 0 s                  |
| 3e                     | Caisse d'Épargne                | Espagne                | + 0 s                  |
| 4e                     | Liquigas                        | Italie                 | + 0 s                  |
| 5e                     | Euskaltel-Euskadi               | Espagne                | + 0 s                  |
| 6e                     | Silence-Lotto                   | Belgique               | + 0 s                  |
| 7e                     | Cofidis-Le Crédit par Téléphone | France                 | + 0 s                  |
| 8e                     | UniSA-Australia                 | Australie              | + 0 s                  |
| 9e                     | AG2R-La Mondiale                | France                 | + 56 s                 |
| 10e                    | Astana                          | Luxembourg             | + 56 s                 |

### Classement UCI
La course attribue des points au classement UCI ProTour 2008 selon le barème suivant :
| Position           | 1er | 2e | 3e | 4e | 5e | 6e | 7e | 8e | 9e | 10e |
| Classement général | 50  | 40 | 35 | 30 | 25 | 20 | 15 | 10 | 5  | 1   |

| Position | 1er | 2e | 3e |
| Etape    | 3   | 2  | 1  |

Après cette deuxième épreuve le classement est le suivant :
| #  | Coureur              | Équipe                | Points | Précédent | Evolution |
| -- | -------------------- | --------------------- | ------ | --------- | --------- |
| 1  | André Greipel        | High Road             | 62     | Entrée    | Entrée    |
| 2  | José Joaquín Rojas   | Caisse d'Épargne      | 38     | Entrée    | Entrée    |
| 3  | Mickael Delage       | La Française des jeux | 30     | Entrée    | Entrée    |
| 4  | Mickael Buffaz       | Cofidis               | 25     | Entrée    | Entrée    |
| 5  | José Alberto Benítez | Saunier Duval-Prodir  | 21     | Entrée    | Entrée    |
| 6  | Kjell Carlström      | Liquigas              | 15     | Entrée    | Entrée    |
| 7  | Luis León Sánchez    | Caisse d'Épargne      | 10     | Entrée    | Entrée    |
| 8  | Mark Renshaw         | Crédit Agricole       | 7      | Entrée    | Entrée    |
| 9  | Graeme Brown         | Rabobank              | 4      | Entrée    | Entrée    |
| 10 | Stuart O'Grady       | CSC                   | 2      | Entrée    | Entrée    |

| #  | Équipe                           | Points | Précédent | Evolution |
| -- | -------------------------------- | ------ | --------- | --------- |
| 1  | La Française des jeux            | 20     | Entrée    | Entrée    |
| 2  | Saunier Duval-Scott              | 19     | Entrée    | Entrée    |
| 3  | Caisse d'Epargne                 | 18     | Entrée    | Entrée    |
| 4  | Liquigas                         | 17     | Entrée    | Entrée    |
| 5  | Euskaltel - Euskadi              | 16     | Entrée    | Entrée    |
| 6  | Silence-Lotto                    | 15     | Entrée    | Entrée    |
| 7  | Cofidis, Le Credit Par Telephone | 14     | Entrée    | Entrée    |
| 8  | AG2R-La Mondiale                 | 12     | Entrée    | Entrée    |
| 9  | Astana                           | 11     | Entrée    | Entrée    |
| 10 | Quick Step                       | 10     | Entrée    | Entrée    |

| #  | Pays      | Points | Précédent | Evolution |
| -- | --------- | ------ | --------- | --------- |
| 1. | Espagne   | 69     | Entrée    | Entrée    |
| 2. | Allemagne | 64     | Entrée    | Entrée    |
| 3. | France    | 55     | Entrée    | Entrée    |
| 4. | Finlande  | 15     | Entrée    | Entrée    |
| 5. | Australie | 14     | Entrée    | Entrée    |

## Évolution des porteurs de maillots
| Étape              |                    | Vainqueur _   | Classement général | Classement par points | Meilleur grimpeur | Meilleur jeune     | Meilleure équipe _    |
| ------------------ | ------------------ | ------------- | ------------------ | --------------------- | ----------------- | ------------------ | --------------------- |
| 1re étape          | étape de plaine    | Mark Renshaw  | Mark Renshaw       | Mickaël Buffaz        | Philippe Gilbert  | José Joaquín Rojas | AG2R-La Mondiale      |
| 2e étape           | étape de plaine    | André Greipel | Graeme Brown       | Mickaël Buffaz        | Philippe Gilbert  | José Joaquín Rojas | Astana                |
| 3e étape           | étape de plaine    | Allan Davis   | Mark Renshaw       | Mark Renshaw          | Philippe Gilbert  | José Joaquín Rojas | High Road             |
| 4e étape           | étape de plaine    | André Greipel | Mark Renshaw       | Mark Renshaw          | Philippe Gilbert  | José Joaquín Rojas | CSC                   |
| 5e étape           | étape de plaine    | André Greipel | André Greipel      | André Greipel         | Philippe Gilbert  | José Joaquín Rojas | La Française des jeux |
| 6e étape           | étape de plaine    | André Greipel | André Greipel      | André Greipel         | Philippe Gilbert  | José Joaquín Rojas | La Française des jeux |
| Classements finals | Classements finals |               | André Greipel      | André Greipel         | Philippe Gilbert  | José Joaquín Rojas | La Française des jeux |

## Liste des participants
| AG2R-La Mondiale ALM | AG2R-La Mondiale ALM    | AG2R-La Mondiale ALM |
| -------------------- | ----------------------- | -------------------- |
| Num                  | Coureur                 | Pos                  |
| 1                    | Martin Elmiger (SUI)    | 13e                  |
| 2                    | Sylvain Calzati (FRA)   | 73e                  |
| 3                    | Renaud Dion (FRA)       | 41e                  |
| 4                    | Yuriy Krivtsov (UKR)    | 76e                  |
| 5                    | Laurent Mangel (FRA)    | 51e                  |
| 6                    | Lloyd Mondory (FRA)     | 96e                  |
| 7                    | Stéphane Poulhiès (FRA) | 121e                 |

| CSC | CSC                       | CSC |
| --- | ------------------------- | --- |
| Num | Coureur                   | Pos |
| 11  | Stuart O'Grady (AUS)      | 10e |
| 12  | Kasper Klostergaard (DEN) | 50e |
| 13  | Kurt Asle Arvesen (NOR)   | 52e |
| 14  | Allan Johansen (DEN)      | 88e |
| 15  | Lars Bak (DEN)            | 45e |
| 16  | Nicki Sørensen (DEN)      | 47e |
| 17  | Matthew Goss (AUS)        | 98e |

| Silence-Lotto SIL | Silence-Lotto SIL     | Silence-Lotto SIL |
| ----------------- | --------------------- | ----------------- |
| Num               | Coureur               | Pos               |
| 21                | Robbie McEwen (AUS)   | 113e              |
| 22                | Mario Aerts (BEL)     | 25e               |
| 23                | Matthew Lloyd (AUS)   | 29e               |
| 24                | Wim Vansevenant (BEL) | 107e              |
| 25                | Nick Gates (AUS)      | 110e              |
| 26                | Pieter Jacobs (BEL)   | 16e               |
| 27                | Olivier Kaisen (BEL)  | 84e               |

| Crédit Agricole C.A | Crédit Agricole C.A       | Crédit Agricole C.A |
| ------------------- | ------------------------- | ------------------- |
| Num                 | Coureur                   | Pos                 |
| 31                  | Simon Gerrans (AUS)       | 24e                 |
| 32                  | László Bodrogi (HUN)      | 87e                 |
| 33                  | Christophe Kern (FRA)     | 103e                |
| 34                  | Christophe Le Mével (FRA) | 91e                 |
| 35                  | Mark Renshaw (AUS)        | 38e                 |
| 36                  | Pierre Rolland (FRA)      | 90e                 |
| 37                  | Jeremy Hunt (GBR)         | 63e                 |

| Team Milram MRM | Team Milram MRM          | Team Milram MRM |
| --------------- | ------------------------ | --------------- |
| Num             | Coureur                  | Pos             |
| 41              | Elia Rigotto (ITA)       | DQ-4            |
| 42              | Brett Lancaster (AUS)    | AB-6            |
| 43              | Martin Müller (GER)      | 78e             |
| 44              | Enrico Poitschke (GER)   | 83e             |
| 45              | Sergio Ghisalberti (ITA) | 53e             |
| 46              | Dennis Haueisen (GER)    | 108e            |
| 47              | Igor Astarloa (ESP)      | AB-5            |

| Bouygues Telecom BTL | Bouygues Telecom BTL   | Bouygues Telecom BTL |
| -------------------- | ---------------------- | -------------------- |
| Num                  | Coureur                | Pos                  |
| 51                   | Xavier Florencio (ESP) | 18e                  |
| 52                   | Dimitri Champion (FRA) | 117e                 |
| 53                   | Aurélien Clerc (SUI)   | 92e                  |
| 54                   | Nicolas Crosbie (FRA)  | AB-5                 |
| 55                   | Jérôme Pineau (FRA)    | 20e                  |
| 56                   | Erki Pütsep (EST)      | 95e                  |
| 57                   | Evgueni Sokolov (RUS)  | 4e                   |

| High Road THR | High Road THR          | High Road THR |
| ------------- | ---------------------- | ------------- |
| Num           | Coureur                | Pos           |
| 61            | Bernhard Eisel (AUT)   | 112e          |
| 62            | Marcus Burghardt (GER) | 111e          |
| 63            | André Greipel (GER)    | 1er           |
| 64            | Adam Hansen (AUS)      | 39e           |
| 65            | Greg Henderson (NZL)   | 116e          |
| 66            | František Raboň (CZE)  | 77e           |
| 67            | Scott Davis (AUS)      | 46e           |

| Astana AST | Astana AST              | Astana AST |
| ---------- | ----------------------- | ---------- |
| Num        | Coureur                 | Pos        |
| 71         | José Luis Rubiera (ESP) | 31e        |
| 72         | Steve Morabito (SUI)    | 70e        |
| 73         | Julien Mazet (FRA)      | 118e       |
| 74         | Aaron Kemps (AUS)       | 59e        |
| 75         | Benoît Joachim (LUX)    | 86e        |
| 76         | René Haselbacher (AUT)  | 80e        |
| 77         | Koen de Kort (NED)      | 48e        |

| Caisse d'Épargne GCE | Caisse d'Épargne GCE      | Caisse d'Épargne GCE |
| -------------------- | ------------------------- | -------------------- |
| Num                  | Coureur                   | Pos                  |
| 81                   | Luis León Sánchez (ESP)   | 8e                   |
| 82                   | José Joaquín Rojas (ESP)  | 3e                   |
| 83                   | Nicolas Portal (FRA)      | 64e                  |
| 84                   | Mathieu Perget (FRA)      | 34e                  |
| 85                   | Pablo Lastras (ESP)       | 74e                  |
| 86                   | Joan Horrach (ESP)        | 75e                  |
| 87                   | José Iván Gutiérrez (ESP) | 60e                  |

| Quick Step QST | Quick Step QST           | Quick Step QST |
| -------------- | ------------------------ | -------------- |
| Num            | Coureur                  | Pos            |
| 91             | Mauro Facci (ITA)        | 28e            |
| 92             | Dmytro Grabovskyy (UKR)  | 67e            |
| 93             | Alessandro Proni (ITA)   | 54e            |
| 94             | Leonardo Scarselli (ITA) | 32e            |
| 95             | Kevin Seeldraeyers (BEL) | 55e            |
| 96             | Kevin Van Impe (BEL)     | NP-1           |
| 97             | Davide Viganò (ITA)      | 42e            |

| La Française des jeux FDJ | La Française des jeux FDJ | La Française des jeux FDJ |
| ------------------------- | ------------------------- | ------------------------- |
| Num                       | Coureur                   | Pos                       |
| 101                       | Philippe Gilbert (BEL)    | 11e                       |
| 102                       | Mickaël Delage (FRA)      | 4e                        |
| 103                       | Timothy Gudsell (NZL)     | 97e                       |
| 104                       | Christophe Mengin (FRA)   | 100e                      |
| 105                       | Yoann Offredo (FRA)       | 57e                       |
| 106                       | Jérémy Roy (FRA)          | 21e                       |
| 107                       | Tom Stubbe (BEL)          | AB-6                      |

| Liquigas LIQ | Liquigas LIQ              | Liquigas LIQ |
| ------------ | ------------------------- | ------------ |
| Num          | Coureur                   | Pos          |
| 111          | Valerio Agnoli (ITA)      | AB           |
| 112          | Michael Albasini (SUI)    | 12e          |
| 113          | Kjell Carlström (FIN)     | 7e           |
| 114          | Murilo Fischer (BRA)      | 15e          |
| 115          | Vladimir Miholjević (CRO) | 33e          |
| 116          | Ivan Santaromita (ITA)    | 30e          |
| 117          | Mauro Da Dalto (ITA)      | 61e          |

| Cofidis-Le Crédit par Téléphone COF | Cofidis-Le Crédit par Téléphone COF | Cofidis-Le Crédit par Téléphone COF |
| ----------------------------------- | ----------------------------------- | ----------------------------------- |
| Num                                 | Coureur                             | Pos                                 |
| 121                                 | Mickaël Buffaz (FRA)                | 5e                                  |
| 122                                 | Jean-Eudes Demaret (FRA)            | 82e                                 |
| 123                                 | Nicolas Hartmann (FRA)              | 71e                                 |
| 124                                 | Yann Huguet (FRA)                   | 79e                                 |
| 125                                 | Amaël Moinard (FRA)                 | 35e                                 |
| 126                                 | David Moncoutié (FRA)               | 72e                                 |
| 127                                 | Sébastien Portal (FRA)              | 65e                                 |

| Gerolsteiner GST | Gerolsteiner GST        | Gerolsteiner GST |
| ---------------- | ----------------------- | ---------------- |
| Num              | Coureur                 | Pos              |
| 131              | Robert Förster (GER)    | 94e              |
| 132              | Thomas Fothen (GER)     | 66e              |
| 133              | Heinrich Haussler (GER) | 58e              |
| 134              | Volker Ordowski (GER)   | 68e              |
| 135              | Matthias Russ (GER)     | 56e              |
| 136              | Carlo Westphal (GER)    | 106e             |
| 137              | Peter Wrolich (AUT)     | 43e              |

| Euskaltel-Euskadi EUS | Euskaltel-Euskadi EUS  | Euskaltel-Euskadi EUS |
| --------------------- | ---------------------- | --------------------- |
| Num                   | Coureur                | Pos                   |
| 141                   | Mikel Astarloza (ESP)  | 26e                   |
| 142                   | Javier Aramendia (ESP) | 114e                  |
| 143                   | Jon Bru (ESP)          | 27e                   |
| 144                   | Aitor Galdós (ESP)     | 120e                  |
| 145                   | Andoni Lafuente (ESP)  | 85e                   |
| 146                   | Amets Txurruka (ESP)   | 44e                   |
| 147                   | Iván Velasco (ESP)     | 19e                   |

| Rabobank RAB | Rabobank RAB         | Rabobank RAB |
| ------------ | -------------------- | ------------ |
| Num          | Coureur              | Pos          |
| 151          | Graeme Brown (AUS)   | 40e          |
| 152          | Jan Boven (NED)      | 109e         |
| 153          | Mathew Hayman (AUS)  | NP-5         |
| 154          | Rick Flens (NED)     | 99e          |
| 155          | Bram de Groot (NED)  | NP-6         |
| 156          | William Walker (AUS) | 17e          |
| 157          | Theo Eltink (NED)    | 89e          |

| Lampre LAM | Lampre LAM              | Lampre LAM |
| ---------- | ----------------------- | ---------- |
| Num        | Coureur                 | Pos        |
| 161        | Fabio Baldato (ITA)     | 101e       |
| 162        | Emanuele Bindi (ITA)    | 93e        |
| 163        | Paolo Fornaciari (ITA)  | 102e       |
| 164        | Mirco Lorenzetto (ITA)  | 14e        |
| 165        | Massimiliano Mori (ITA) | 62e        |
| 166        | Christian Murro (ITA)   | 69e        |
| 167        | Francesco Gavazzi (ITA) | 105e       |

| Saunier Duval-Scott SDV | Saunier Duval-Scott SDV    | Saunier Duval-Scott SDV |
| ----------------------- | -------------------------- | ----------------------- |
| Num                     | Coureur                    | Pos                     |
| 171                     | José Alberto Benítez (ESP) | 6e                      |
| 172                     | Jesús del Nero (ESP)       | 104e                    |
| 173                     | Arkaitz Durán (ESP)        | 23e                     |
| 174                     | Denis Flahaut (FRA)        | AB-6                    |
| 175                     | Josep Jufré (ESP)          | 22e                     |
| 176                     | Rubén Lobato (ESP)         | 115e                    |
| 177                     | Iker Camaño (ESP)          | 37e                     |

| UniSA-Australia AUS | UniSA-Australia AUS     | UniSA-Australia AUS |
| ------------------- | ----------------------- | ------------------- |
| Num                 | Coureur                 | Pos                 |
| 181                 | Allan Davis (AUS)       | 2e                  |
| 182                 | Luke Roberts (AUS)      | 36e                 |
| 183                 | Karl Menzies (AUS)      | 122e                |
| 184                 | Wesley Sulzberger (AUS) | 119e                |
| 185                 | Matthew Wilson (AUS)    | 49e                 |
| 186                 | Simon Clarke (AUS)      | 81e                 |
| 187                 | Richie Porte (AUS)      | 9e                  |

| AG2R-La Mondiale ALM | AG2R-La Mondiale ALM    | AG2R-La Mondiale ALM |
| -------------------- | ----------------------- | -------------------- |
| Num                  | Coureur                 | Pos                  |
| 1                    | Martin Elmiger (SUI)    | 13e                  |
| 2                    | Sylvain Calzati (FRA)   | 73e                  |
| 3                    | Renaud Dion (FRA)       | 41e                  |
| 4                    | Yuriy Krivtsov (UKR)    | 76e                  |
| 5                    | Laurent Mangel (FRA)    | 51e                  |
| 6                    | Lloyd Mondory (FRA)     | 96e                  |
| 7                    | Stéphane Poulhiès (FRA) | 121e                 |

| CSC | CSC                       | CSC |
| --- | ------------------------- | --- |
| Num | Coureur                   | Pos |
| 11  | Stuart O'Grady (AUS)      | 10e |
| 12  | Kasper Klostergaard (DEN) | 50e |
| 13  | Kurt Asle Arvesen (NOR)   | 52e |
| 14  | Allan Johansen (DEN)      | 88e |
| 15  | Lars Bak (DEN)            | 45e |
| 16  | Nicki Sørensen (DEN)      | 47e |
| 17  | Matthew Goss (AUS)        | 98e |

| Silence-Lotto SIL | Silence-Lotto SIL     | Silence-Lotto SIL |
| ----------------- | --------------------- | ----------------- |
| Num               | Coureur               | Pos               |
| 21                | Robbie McEwen (AUS)   | 113e              |
| 22                | Mario Aerts (BEL)     | 25e               |
| 23                | Matthew Lloyd (AUS)   | 29e               |
| 24                | Wim Vansevenant (BEL) | 107e              |
| 25                | Nick Gates (AUS)      | 110e              |
| 26                | Pieter Jacobs (BEL)   | 16e               |
| 27                | Olivier Kaisen (BEL)  | 84e               |

| Crédit Agricole C.A | Crédit Agricole C.A       | Crédit Agricole C.A |
| ------------------- | ------------------------- | ------------------- |
| Num                 | Coureur                   | Pos                 |
| 31                  | Simon Gerrans (AUS)       | 24e                 |
| 32                  | László Bodrogi (HUN)      | 87e                 |
| 33                  | Christophe Kern (FRA)     | 103e                |
| 34                  | Christophe Le Mével (FRA) | 91e                 |
| 35                  | Mark Renshaw (AUS)        | 38e                 |
| 36                  | Pierre Rolland (FRA)      | 90e                 |
| 37                  | Jeremy Hunt (GBR)         | 63e                 |

| Team Milram MRM | Team Milram MRM          | Team Milram MRM |
| --------------- | ------------------------ | --------------- |
| Num             | Coureur                  | Pos             |
| 41              | Elia Rigotto (ITA)       | DQ-4            |
| 42              | Brett Lancaster (AUS)    | AB-6            |
| 43              | Martin Müller (GER)      | 78e             |
| 44              | Enrico Poitschke (GER)   | 83e             |
| 45              | Sergio Ghisalberti (ITA) | 53e             |
| 46              | Dennis Haueisen (GER)    | 108e            |
| 47              | Igor Astarloa (ESP)      | AB-5            |

| Bouygues Telecom BTL | Bouygues Telecom BTL   | Bouygues Telecom BTL |
| -------------------- | ---------------------- | -------------------- |
| Num                  | Coureur                | Pos                  |
| 51                   | Xavier Florencio (ESP) | 18e                  |
| 52                   | Dimitri Champion (FRA) | 117e                 |
| 53                   | Aurélien Clerc (SUI)   | 92e                  |
| 54                   | Nicolas Crosbie (FRA)  | AB-5                 |
| 55                   | Jérôme Pineau (FRA)    | 20e                  |
| 56                   | Erki Pütsep (EST)      | 95e                  |
| 57                   | Evgueni Sokolov (RUS)  | 4e                   |

| High Road THR | High Road THR          | High Road THR |
| ------------- | ---------------------- | ------------- |
| Num           | Coureur                | Pos           |
| 61            | Bernhard Eisel (AUT)   | 112e          |
| 62            | Marcus Burghardt (GER) | 111e          |
| 63            | André Greipel (GER)    | 1er           |
| 64            | Adam Hansen (AUS)      | 39e           |
| 65            | Greg Henderson (NZL)   | 116e          |
| 66            | František Raboň (CZE)  | 77e           |
| 67            | Scott Davis (AUS)      | 46e           |

| Astana AST | Astana AST              | Astana AST |
| ---------- | ----------------------- | ---------- |
| Num        | Coureur                 | Pos        |
| 71         | José Luis Rubiera (ESP) | 31e        |
| 72         | Steve Morabito (SUI)    | 70e        |
| 73         | Julien Mazet (FRA)      | 118e       |
| 74         | Aaron Kemps (AUS)       | 59e        |
| 75         | Benoît Joachim (LUX)    | 86e        |
| 76         | René Haselbacher (AUT)  | 80e        |
| 77         | Koen de Kort (NED)      | 48e        |

| Caisse d'Épargne GCE | Caisse d'Épargne GCE      | Caisse d'Épargne GCE |
| -------------------- | ------------------------- | -------------------- |
| Num                  | Coureur                   | Pos                  |
| 81                   | Luis León Sánchez (ESP)   | 8e                   |
| 82                   | José Joaquín Rojas (ESP)  | 3e                   |
| 83                   | Nicolas Portal (FRA)      | 64e                  |
| 84                   | Mathieu Perget (FRA)      | 34e                  |
| 85                   | Pablo Lastras (ESP)       | 74e                  |
| 86                   | Joan Horrach (ESP)        | 75e                  |
| 87                   | José Iván Gutiérrez (ESP) | 60e                  |

| Quick Step QST | Quick Step QST           | Quick Step QST |
| -------------- | ------------------------ | -------------- |
| Num            | Coureur                  | Pos            |
| 91             | Mauro Facci (ITA)        | 28e            |
| 92             | Dmytro Grabovskyy (UKR)  | 67e            |
| 93             | Alessandro Proni (ITA)   | 54e            |
| 94             | Leonardo Scarselli (ITA) | 32e            |
| 95             | Kevin Seeldraeyers (BEL) | 55e            |
| 96             | Kevin Van Impe (BEL)     | NP-1           |
| 97             | Davide Viganò (ITA)      | 42e            |

| La Française des jeux FDJ | La Française des jeux FDJ | La Française des jeux FDJ |
| ------------------------- | ------------------------- | ------------------------- |
| Num                       | Coureur                   | Pos                       |
| 101                       | Philippe Gilbert (BEL)    | 11e                       |
| 102                       | Mickaël Delage (FRA)      | 4e                        |
| 103                       | Timothy Gudsell (NZL)     | 97e                       |
| 104                       | Christophe Mengin (FRA)   | 100e                      |
| 105                       | Yoann Offredo (FRA)       | 57e                       |
| 106                       | Jérémy Roy (FRA)          | 21e                       |
| 107                       | Tom Stubbe (BEL)          | AB-6                      |

| Liquigas LIQ | Liquigas LIQ              | Liquigas LIQ |
| ------------ | ------------------------- | ------------ |
| Num          | Coureur                   | Pos          |
| 111          | Valerio Agnoli (ITA)      | AB           |
| 112          | Michael Albasini (SUI)    | 12e          |
| 113          | Kjell Carlström (FIN)     | 7e           |
| 114          | Murilo Fischer (BRA)      | 15e          |
| 115          | Vladimir Miholjević (CRO) | 33e          |
| 116          | Ivan Santaromita (ITA)    | 30e          |
| 117          | Mauro Da Dalto (ITA)      | 61e          |

| Cofidis-Le Crédit par Téléphone COF | Cofidis-Le Crédit par Téléphone COF | Cofidis-Le Crédit par Téléphone COF |
| ----------------------------------- | ----------------------------------- | ----------------------------------- |
| Num                                 | Coureur                             | Pos                                 |
| 121                                 | Mickaël Buffaz (FRA)                | 5e                                  |
| 122                                 | Jean-Eudes Demaret (FRA)            | 82e                                 |
| 123                                 | Nicolas Hartmann (FRA)              | 71e                                 |
| 124                                 | Yann Huguet (FRA)                   | 79e                                 |
| 125                                 | Amaël Moinard (FRA)                 | 35e                                 |
| 126                                 | David Moncoutié (FRA)               | 72e                                 |
| 127                                 | Sébastien Portal (FRA)              | 65e                                 |

| Gerolsteiner GST | Gerolsteiner GST        | Gerolsteiner GST |
| ---------------- | ----------------------- | ---------------- |
| Num              | Coureur                 | Pos              |
| 131              | Robert Förster (GER)    | 94e              |
| 132              | Thomas Fothen (GER)     | 66e              |
| 133              | Heinrich Haussler (GER) | 58e              |
| 134              | Volker Ordowski (GER)   | 68e              |
| 135              | Matthias Russ (GER)     | 56e              |
| 136              | Carlo Westphal (GER)    | 106e             |
| 137              | Peter Wrolich (AUT)     | 43e              |

| Euskaltel-Euskadi EUS | Euskaltel-Euskadi EUS  | Euskaltel-Euskadi EUS |
| --------------------- | ---------------------- | --------------------- |
| Num                   | Coureur                | Pos                   |
| 141                   | Mikel Astarloza (ESP)  | 26e                   |
| 142                   | Javier Aramendia (ESP) | 114e                  |
| 143                   | Jon Bru (ESP)          | 27e                   |
| 144                   | Aitor Galdós (ESP)     | 120e                  |
| 145                   | Andoni Lafuente (ESP)  | 85e                   |
| 146                   | Amets Txurruka (ESP)   | 44e                   |
| 147                   | Iván Velasco (ESP)     | 19e                   |

| Rabobank RAB | Rabobank RAB         | Rabobank RAB |
| ------------ | -------------------- | ------------ |
| Num          | Coureur              | Pos          |
| 151          | Graeme Brown (AUS)   | 40e          |
| 152          | Jan Boven (NED)      | 109e         |
| 153          | Mathew Hayman (AUS)  | NP-5         |
| 154          | Rick Flens (NED)     | 99e          |
| 155          | Bram de Groot (NED)  | NP-6         |
| 156          | William Walker (AUS) | 17e          |
| 157          | Theo Eltink (NED)    | 89e          |

| Lampre LAM | Lampre LAM              | Lampre LAM |
| ---------- | ----------------------- | ---------- |
| Num        | Coureur                 | Pos        |
| 161        | Fabio Baldato (ITA)     | 101e       |
| 162        | Emanuele Bindi (ITA)    | 93e        |
| 163        | Paolo Fornaciari (ITA)  | 102e       |
| 164        | Mirco Lorenzetto (ITA)  | 14e        |
| 165        | Massimiliano Mori (ITA) | 62e        |
| 166        | Christian Murro (ITA)   | 69e        |
| 167        | Francesco Gavazzi (ITA) | 105e       |

| Saunier Duval-Scott SDV | Saunier Duval-Scott SDV    | Saunier Duval-Scott SDV |
| ----------------------- | -------------------------- | ----------------------- |
| Num                     | Coureur                    | Pos                     |
| 171                     | José Alberto Benítez (ESP) | 6e                      |
| 172                     | Jesús del Nero (ESP)       | 104e                    |
| 173                     | Arkaitz Durán (ESP)        | 23e                     |
| 174                     | Denis Flahaut (FRA)        | AB-6                    |
| 175                     | Josep Jufré (ESP)          | 22e                     |
| 176                     | Rubén Lobato (ESP)         | 115e                    |
| 177                     | Iker Camaño (ESP)          | 37e                     |

| UniSA-Australia AUS | UniSA-Australia AUS     | UniSA-Australia AUS |
| ------------------- | ----------------------- | ------------------- |
| Num                 | Coureur                 | Pos                 |
| 181                 | Allan Davis (AUS)       | 2e                  |
| 182                 | Luke Roberts (AUS)      | 36e                 |
| 183                 | Karl Menzies (AUS)      | 122e                |
| 184                 | Wesley Sulzberger (AUS) | 119e                |
| 185                 | Matthew Wilson (AUS)    | 49e                 |
| 186                 | Simon Clarke (AUS)      | 81e                 |
| 187                 | Richie Porte (AUS)      | 9e                  |